# Kurbat Afanasjevič Ivanov
Kurbat Afanasjevič Ivanov (rusky Курбат Афанасьевич Иванов) (? Ruské carství – 1666) byl ruský cestovatel a jeden z největších kozáckých objevitelů na Sibiři. Byl prvním Rusem, který objevil jezero Bajkal a první, kdo nakreslil mapu Ruského Dálného východu. Zasloužil se také o vytvoření mapy Čukotky a Beringova průlivu, která jako první ukazovala dosud neobjevený Wrangelův ostrov, Diomedovy ostrovy a dokonce i Aljašku.

## Život
Kurbat Ivanov se narodil mezi jenisejskými kozáky. O jeho mládí a začátcích se nedochovaly žádné informace. V dějinách se objevuje až v roce 1642, kdy na základě informací od sibiřského kozáka Ivana Moskvitina nakreslil první mapu Ruského Dálného východu.
V červnu 1643 se Ivanov vydal s oddílem 74 kozáků z Vercholenského ostrohu na řece Leně na jih, protože se rozhodl zjistit, zda jsou zvěsti o velké vodní ploše jižně od Leny pravdivé. Vzal si s sebou jako průvodce tunguzského knížete Mozheula. Od ústí Kirengy dorazil se svými muži k západnímu břehu Bajkalu, přeplavil se na ostrov Olchon a sestavil první náčrt jezera a jeho přítoků.
Poté vyslal 36 svých mužů pod vedením Semjona Skorochodova, aby se plavili podél západního pobřeží Bajkalu. Skorochodov dosáhl severního cípu Bajkalu, vybudoval tam zimní osadu a začal shromažďovat jasak od místních obyvatel. Na konci roku 1643 se Skorochodov vracel s polovinou svých mužů na jih, ale byl přepaden Archichem Baturem (pravděpodobně Burjatem) a zabit s částí své posádky. Jen části Skorochodových kozáků se podařilo uniknout a vrátit se do Vercholenského ostrohu.
Sám Kurbat Ivanov se bezpečně vrátil do Vercholenského ostrohu stejnou cestou, kterou přišel k Bajkalu. Vytvořil mapu Bajkalu a popisek řek, lesů a přírodního bohatství v okolí jezera. Vyprávěl všem o spoustě ryb v Bajkalu a obrovském množství kožešinových zvířat na březích jezera. Zásluhou těchto informací se mnoho kozáků rozhodlo osídlit okolí Bajkalu.
V letech 1659–1665 sloužil v Anadyrském ostrohu. Na jaře 1660 podnikl plavbu z Anadyrského zálivu k Čukotskému mysu. Na základě vlastních průzkumů, průzkumů Děžněva a Popova a příběhů sesbíraných od domorodců vytvořil mapu Čukotky a Beringova průlivu, která jako první ukázala dosud neobjevený Wrangelův ostrov, Diomedovy ostrovy a dokonce i Aljašku. Roku 1665 vytvořil jako první mapu Anadyrského zálivu.
Ivanovovi se podařilo povznést nad svůj kozácký původ a stal se šlechticem. V roce 1666 však nedodal do královské pokladnice dostatek kožešin a byl obviněn z toho, že si část kožešin ponechal. Za to byl odsouzen do vězení. Na cestě do místa vykonání trestu zemřel.